# ویولتا اوبلینگر-پیترز
ویولتا اوبلینگر-پیترز (انگلیسی: Violetta Oblinger-Peters؛ زادهٔ ۱۴ اکتبر ۱۹۷۷) قایقران کانو زن اهل آلمان است.
وی در مسابقات کشوری و بین‌المللی در مجموع برندهٔ ۱ مدال طلا، ۱ مدال نقره، ۴ مدال برنز شده‌است.